# Fayçal Fajr
Fayçal Fajr (Rouen, 1 d'agost de 1988) és un futbolista professional francès d'origen marroquí que juga com a migcampista per l'Al-Taawoun. Representa internacionalment la selecció de futbol del Marroc.

## Carrera esportiva

### Inicis
Fajr va començar la seva carrera al club amateur local Sottevillais Cheminots. El 2000, va ingressar al planter del club professional Le Havre AC. Després de tres anys, fou descartat, al·legant que no complia els requisits psicològics per fer carrera futbolística. A continuació, va tornar al seu lloc d'origen, i fitxà pel FC Rouen. Fajr va passar dos anys al club, i el 2005, va signar contracte amb el CMS Oissel. Amb l'Oissel, va jugar al Championnat de France amateur 2, la cinquena divisió del futbol francès.
Després de dues temporades al primer equip de l'Oissel, el 2008, Fajr va pujar una divisió en signar per l'Étoile Fréjus Saint-Raphaël, llavors conegut com a ES Fréjus. En la seva primera temporada amb el club, va jugar 29 partits, en els quals marcà quatre gols. El Fréjus va acabar segon al seu grup, però a causa de diverses sancions imposades per la Direction Nationale du Contrôle de Gestion a alguns clubs del Championnat National, el club va obtenir plaça a la tercera divisió. Tot i que havia jugat bàsicament com a suplent en la seva temporada inaugural amb el club, Fajr va esdevenir titular en la primera temporada a la divisió National. Va jugar 29 partits de lliga, i el Fréjus va acabar en mitja taula. A la seva darrera temporada al club, Fajr era el principal creador de joc de l'equip. Va fer el seu rècord d'aparicions (34) i gols (8). El Fréjus va acabar la temporada en sisè lloc.

### Caen
Després de la seva reeixida temporada amb el Fréjus, Fajr es va vincular a diversos clubs professional, com ara l'OGC Nice, el Dijon, el RC Lens, o el Reims. El 18 de juliol de 2011, es va confirmar que fitxaria pel Caen, de la Ligue 1, amb un contracte de 3 anys. El traspàs es va completar l'endemà. Fajr va obtenir el dorsal 29 i va debutar amb el seu nou club el 28 d'agost, en partit de lliga contra el Stade Rennais FC. Tres dies després, en un partit de Coupe de la Ligue contra el Brest, va marcar el seu primer gol pel Caen en una victòria per 3–2. El Caen va descendir a la Ligue 2 en la seva primera temporada, però ell va ajudar a recuperar la categoria dues temporades després. A la temporada 2013–14, va marcar 8 gols en lliga, en 35 partits, i el Caen ascendí novament a la Ligue 1.

### Lliga espanyola
El 24 de juny de 2014, Fajr va fitxar per l'Elx CF. Hi va debutar el 24 d'agost, entrant com a suplent de Ferran Corominas en una derrota per 0–3 fora de casa contra el FC Barcelona.
El 6 d'agost de 2015 Fajr fou cedit al Deportivo de La Coruña, per un any. Per la temporada 2016–17, va signar-hi un contracte permanent.
El 20 de juliol de 2017, Fajr va signar contracte per dos anys amb el Getafe CF, encara a la primera divisió espanyola.

### Retorn al Caen
El 3 d'agost de 2018, després de quatre anys a La Liga, Fajr va retornar al seu antic club, el Caen.

## Internacional
Tot i que ha nascut i crescut a França, Fajr representa la selecció de futbol del Marroc. Va debutar-hi com a sènior en un partit de classificació per la Copa del Món de futbol de 2018 contra Guinea Equatorial, en un partit perdut per 1-0.